# Дельбрюкк

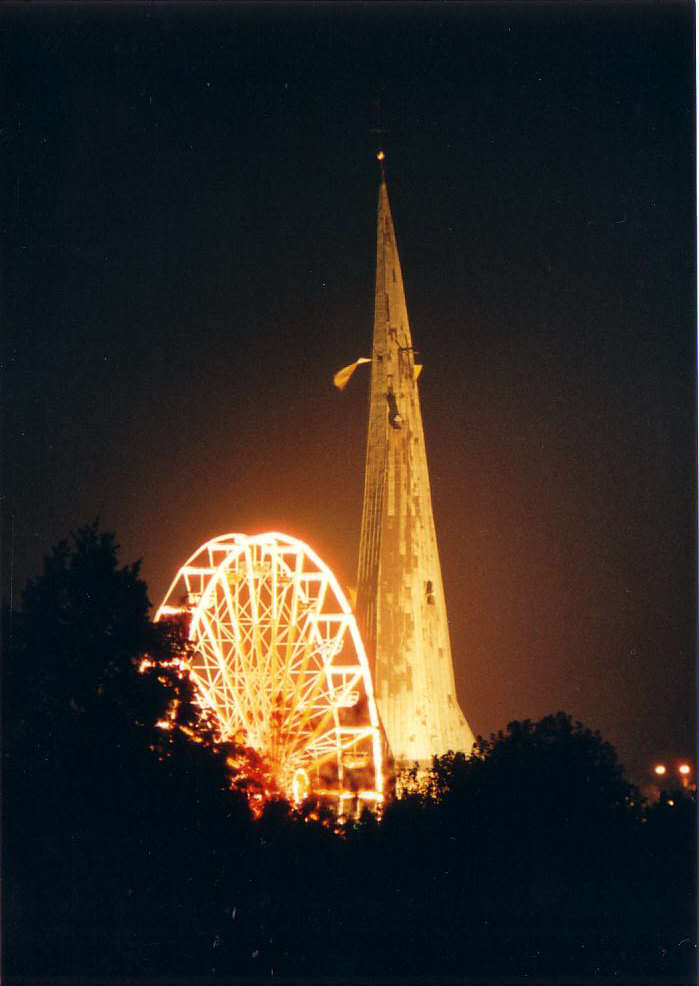

Дельбрюкк (нем. Delbrück) — город в Германии, в земле Северный Рейн-Вестфалия.
Подчинён административному округу Детмольд. Входит в состав района Падерборн. Население составляет 30 047 человек (на 31 декабря 2010 года). Занимает площадь 157,26 км². Официальный код — 05 7 74 020.
Город подразделяется на 10 городских районов (Анреппен, Бентфельд, Боке, Вестенхольц, Дельбрюкк, Липплинг, Остенланд, Хаген, Шёнинг, Штайнхорст).

## Известные уроженцы и жители
- Мартин Амедик (1982) — немецкий футболист.

## Города-побратимы
- Гурьевск, Россия